# Drosanthemum gracillimum
Drosanthemum gracillimum är en isörtsväxtart som beskrevs av L. Bol. Drosanthemum gracillimum ingår i släktet Drosanthemum och familjen isörtsväxter. Inga underarter finns listade i Catalogue of Life.